# Killer (schweizerische Band)
Killer ist eine Schweizer Hard-Rock-Band aus Solothurn. Die Band feierte ihre grössten Erfolge zu Beginn der 1980er Jahre und galt als unmittelbare Konkurrenz zu Krokus. Im Gegensatz zu ihnen blieb Killer der internationale Durchbruch jedoch verwehrt. Durch ihre stilistische Nähe zu AC/DC musste die Band einiges an Kritik einstecken, ein Schicksal, welches sich Killer mit Krokus teilen.

## Geschichte
Bandchef und Gitarrist Crown Kocher (bürgerlich: Edgar Kocher) war bei der Schweizer Kultband Kaktus aktiv, bevor er im April 1979 zusammen mit Sänger Mark Broman (bürgerlich: Markus Brönnimann), Gitarrist Many Maurer, Bassist Beat „Brian“ Kofmehl und Schlagzeuger Ali Allemann die Band Killer ins Leben rief. Laut Bromans Aussage war man damit die erste Band, die diesen in der Metal-Szene gebräuchlichen Namen verwendete. Nach der von Krokus-Mitglied Chris von Rohr geleiteten Aufnahme der Single Crazy Daisy unterschrieb die Band bei Bellaphon einen Plattenvertrag über drei Alben.
Bereits die erste Langspiel-Schallplatte Ladykiller sorgte 1981 mit ihrem provokanten Coverartwork von Paul Grau, das eine tote Frau, der Blut übers Gesicht läuft, zeigt für Schlagzeilen. Aufgrund des empörten Medienechos und der verstörten Öffentlichkeit wurde das Cover zuerst mit schwarzem Balken über dem Kopf der Frau veröffentlicht und später durch ein Livebild Kochers in seiner Bühnen-Sträflingsmontur ersetzt. Die Musikkassettenversion zierte ein Fantasy-Cover. Erst bei der digitalen Wiederveröffentlichung 2018 wurde die Original-Abbildung eingesetzt.
Ein Jahr später legte die Band mit Thriller bereits das zweite Album nach. Das Westschweizer Fernsehen schnitt einen ihrer Auftritte in Servion mit und Killer wurde nach Bremen zu einer Liveaufzeichnung in den Musikladen, Nachfolgesendung des legendären Beat-Clubs, eingeladen. Ende des Jahres tourte Killer als Vorband für Motörhead durch Deutschland und die Schweiz.
Nach der Tour verspürte Allemann Lustlosigkeit auf das Rockstarleben und verliess die Band. Da schon vorher Kontakte zu Danny Crivelli bestanden hatten, war übergangslos für Ersatz gesorgt. Doch nach internen Auseinandersetzungen verliess auch Gitarrist Crown Kocher die Band, weshalb Jan Van Crow dazustiess, der vorher lange mit Crivelli zusammengespielt hatte. Mit diesen neuen Mitgliedern nahm Killer 1983 das Album Stronger than Ever auf, das bei Rockport Records erschien. Erneut ging die Band im Vorprogramm von Motörhead auf Tour und spielte auch in Skandinavien. Killer löste sich 1984 auf.
1985 scharte Jan Van Crow eine komplett neue Band um sich und spielte das Album Young Blood ein, das kommerziell jedoch floppte. Von der ursprünglichen Band war mittlerweile niemand mehr mit dabei. Neben Van Crow waren auf diesem Album Sänger Mark B. Lay, Bassist Martin Morelli, Keyboarder Roland Wapf und Schlagzeuger Ronny Woolf zu hören.
Um die meisten Musiker wurde es in den folgenden Jahren still. Ausnahmen waren Many Maurer und Danny Crivelli, die erst auf Chris von Rohrs Soloalbum, anschliessend bei Krokus und schliesslich in der Band Ain’t Dead Yet aktiv waren. Bassist Brian Kofmehl stieg Ende der 1980er Jahre bei der Schweizer Rockband China ein.
Am 27. April 2002 gab die Originalformation von Killer in ihrem Heimatort Solothurn ein einmaliges Jubiläumskonzert. Seit 2005 war die Band in neuer Besetzung wieder aktiv. Neben den Originalmitgliedern Crown Kocher (Gitarre) und Mark Broman (Gesang) war auch Kochers Nachfolger Jan Van Crow als zweiter Gitarrist mit dabei. Komplettiert wurde das Line-up von Bassist Dave Gugelot und Schlagzeuger Mich Müller. Für Anfang 2006 angekündigte Konzerte in der Schweiz (u. a. als Vorgruppe für U.D.O.) wurden aufgrund von angeblichen Gesundheitsproblemen von Sänger Broman abgesagt. Wenig später veröffentlichte die Band ein Statement auf ihrer Webseite, das die Trennung von Broman bekanntgab. Ebenso verliessen Van Crow und Müller die Band.
Bereits im Februar 2006 warteten Kocher und Gugelot mit neuen Mitgliedern auf. In Sänger Andy Lickford, dem zweiten Gitarristen Beat Iselin und Schlagzeuger Dan Hammer, die alle von der Schweizer Rock-Coverband Nighthunter kamen, war die Besetzung wieder komplett. Ab April wurden die zuvor abgesagten Konzerte nachgeholt und eine neue Studio-CD angekündigt. Gugelot wechselte im Oktober desselben Jahres zur Liechtensteiner Band Lovechild. Die Aktivitäten von Killer lagen wegen eines Hörsturzes von Kocher bis Ende 2010 auf Eis.
Im Januar 2011 präsentierten Kocher und Lickford eine neu zusammengestellte Band. Neu dazu gestossen waren der deutsche Schlagzeuger Andy Schumacher sowie Noisy Miller am Bass und Rob Strangler als Rhythmusgitarrist. Ihre deutsche Plattenfirma Bellaphon kündigte die Wiederveröffentlichung der Killer-LPs aus den 1980er Jahren auf CD für das Frühjahr 2011 an. Gleichzeitig gab Killer die Produktion eines neuen Studioalbums bekannt.
2012 nahmen Kocher und Lickford im Zodiac-Studio in Solothurn das avisierte neue Killer-Album auf. Nach Abschluss der Aufnahmen traten bei Crown Kocher gesundheitliche Probleme auf, namentlich erlitt er einen erneuten Hörsturz, zusätzlich einen Herzinfarkt sowie einen Bandscheibenvorfall, was die Veröffentlichung des Albums lange Zeit verzögerte. Seine hauptberufliche Tätigkeit als freischaffender Informatiker gab er ganz auf.
Im Januar 2017 veröffentlichte ihre deutsche Plattenfirma um Produzent Armin Weisshaar eine Maxi-CD mit drei Titeln des in der Warteschleife befindlichen Werkes. Gleichzeitig präsentierten die beiden ihre neue Live-Formation mit Bassistin Emilia Meyer alias Emi Bassbabe, Gitarrist Peter Berger und Schlagzeuger Roberto Antonucci. Die beiden letztgenannten Liveakteure stellte die Judas-Priest-Coverband Cutest Beast, der auch Lickford angehört.
Aufgrund der Veränderungen im Musikbusiness und der Digitalisierung übernahm 2018 Genco Pura Records den Vertrieb des Backkatalogs und der zukünftigen Alben von Killer.
Killer erfuhr im Jahr 2018 auf zwei Positionen eine Neubesetzung. Am Bass spielt nun Mirko Buccio und die Lead Vocals übernahm Patrick Strobel, bekannt aus der Voice of Germany Staffel 7.
Am 25. Mai 2019 wurde das Album Screamgunn veröffentlicht. Aufgenommen wurde das Album von Many Maurer. Das Mastering hat Adam Ayan im Gateway Mastering Studio von Bob Ludwig abgeschlossen. Das Album wurde von den Fans sehr gut angenommen. Es knüpft an die Tradition von Ladykiller und Thriller an. Das Album wurde im P-9 präsentiert. An diesem Anlass wurde auch die Gold Auszeichnung für Ladykiller verliehen.
Ab dem Jahr 2020 stellte Killer alle Aktivitäten aufgrund der Covid-19-Pandemie vorübergehend ein.
Am 20. November 2021 gab das verbleibende Gründungsmitglied Crown Kocher seinen Rücktritt von Killer bekannt. Als Begründung gab er in einem Video-Statement einerseits an, dass aufgrund der Prioritäten der anderen Bandmitglieder im Hinblick auf ein neues Album zu wenig Proben möglich gewesen seien, andererseits lasse sich kaum mehr Geld mit der Musik verdienen: «Wenn ich meine Spotify-Abrechnung anschaue, könnte ich weinen». Ausserdem leide er nach zwei Hörstürzen unter Tinnitus und wolle keinen dritten Hörsturz riskieren.
Im Jahr 2024 erhalten Killer ihre zweite goldene Schallplatte für das Album "Thriller" aus dem Jahr 1982.

## Stil
Die Internetdatenbanken discogs.com und Garry Sharpe-Youngs rockdetector.com ordnen Killer dem Hard Rock zu, wobei Sharpe-Young bezüglich des zweiten Albums explizit auf die stilistische Nähe zu AC/DC verweist. The International Encyclopedia of Hard Rock and Heavy Metal spricht in diesem Zusammenhang von «AC/DC-Klonen», jedoch keineswegs von schlechten. Im Interview mit dem Metal-Magazin Rock Power meinte Mark Broman, dass Gitarrist Crown Kocher die ersten beiden LPs geprägt habe. Die gesamte Band sei aber damals von Led Zeppelin und AC/DC beeinflusst gewesen, gestand Broman ein, insbesondere vom Erfolg letzterer Band. Die ersten beiden Alben erhielten durchwachsene Kritiken, so wurden sie im Metal Hammer gleich zweimal negativ erwähnt, nämlich im Februar 1984 und im April 1984. Zum einen hieß es, sie seien langweilig und erfüllten «alle negativen Heavy-Klischees», zum anderen sie seien einfallslos wegen «abgelutschte[r] AC/DC-Riffs». Laut Kocher sollen die frühen Texte von einer 15-Jährigen, die 13 Jahre in den USA im Slum verbracht hat, geschrieben worden sein und Maurer und Kofmehl den Hauptanteil an den Kompositionen haben, was beides nicht durch die auf den Tonträgern abgedruckten Angaben belegt ist.
Die dritte LP Stronger than Ever wurde von den Metal Hammer-Rezensenten wohlwollend besprochen. Sie sei ebenso «stürmisch» wie «melodiös» und voller Spiellaune, selbst die Ballade Stay with Me überzeuge.
Martin Popoff beschrieb in seinem Buch The Collector’s Guide of Heavy Metal Volume 2: The Eighties die vier Alben bis Youngblood: Killer sei auf Ladykiller ein Krokus-Klon. Man biete variationsreiche «Shaky-electric-boogie»-Strukturen, phasenweise mit einem dazu passenden verkniffenen bis hysterischen Gesang. Thriller charakterisierte er als mit AC/DC-Stilistiken angereicherte solide, aber nicht weltbewegende Krokus-Imitation. Auf Stronger than Ever habe der unselige Krokus-Abklatsch einem sauberen, polierten hardrockigen Gemenge Platz gemacht, das seine Höhepunkte, aber auch seine Niederungen habe. Young Blood schliesslich offeriere wieder einen anderen Stil, diesmal in Richtung Scorpions und Tyran' Pace ausschlagend.
Mit dem Album Screamgunn knüpfen Killer wieder an die Ursprünge von Ladykiller und Thriller an. Sie gehen zurück zu den Roots des Boogie und Rock ’n’ Roll der 1980er und transferieren diesen Sound in die technischen Möglichkeiten des 21. Jahrhunderts. So wurde das Album sowohl als Mastered for iTunes, Vinyl als auch in den Standard CD und streaming Verfahren veröffentlicht. Entgegen dem Loudness War wurde beim Mastering auf eine grosse Dynamik geachtet, wie es Bob Ludwig und Adam Ayan stetig vertreten.

## Diskografie

### Studioalben
- 1981: Ladykiller (CH: Gold)
- 1982: Thriller (CH: Gold)
- 1983: Stronger than Ever
- 1986: Young Blood
- 2019: Screamgunn

### Singles und EPs
- 1980: Crazy Daisy
- 1981: Ladykiller
- 1982: Take Me Break Me Shake Me
- 1982: Midnight Highway Rider
- 2017: Pure Dynamite
- 2019: Gonna Be a Star
- 2019: Sugardaddy Boogie
- 2019: Hold You (Radio Edit)

## Auszeichnungen für Musikverkäufe
| Land/RegionAuszeichnungen für Musikverkäufe (Land/Region, Auszeichnungen, Verkäufe, Quellen) | Gold     | Platin | Verkäufe | Quellen      |
| -------------------------------------------------------------------------------------------- | -------- | ------ | -------- | ------------ |
| Schweiz (IFPI)                                                                               | 2× Gold2 | —      | 50.000   | hitparade.ch |
| Insgesamt                                                                                    | 2× Gold2 | —      |          |              |